# Libyjská krize
Libyjská krize je současná humanitární krize a politicko-vojenská nestabilita, která dlouhodobě probíhá v Libyi. Samotný počátek nastal s Arabským jarem v roce 2011, které ve výsledku vedlo ke dvěma občanským válkám, k zahraničnímu vojenskému zásahu a sesazení a zabití Muammara Kaddáfího. Po první občanské válce se rozšířily ozbrojené skupiny, což vedlo k násilí a nestabilitě po celé zemi. Celá situace poté vyústila v roce 2014, kdy propukla druhá občanská válka. Ta trvala do 23. října 2020, kdy se všechny strany dohodly na trvalém příměří a vyjednávání.
Od března 2022 zemi ovládají 2 vlády: Vláda národní jednoty (VNJ), sídlící v Tripolisu v čele s Abdulhamídem Muhammadem Abdulrahmánem ad-Dabajbou, a Vládu národní stability (VNS), sídlící v Tobruku s Usámou Hamádem v čele. VNJ je mezinárodně uznávanou vládou Libye, ovládá západní část země. VNS ovládá východ Libye, který je ovšem de facto pod nadvládou Libyjské národní armády a jejím generálem Chalífou Haftarem (VNS je také podporována libyjskou sněmovnou reprezentantů).
Tato krize způsobila desítky tisíc obětí od jejího začátku v roce 2011. V průběhu obou občanských válek se ropný průmysl, který byl největší v Africe a na kterém byla Libye závislá, prakticky rozpadl (většina byla zníčena znepřátelenými stranami).

## Pozadí

### Libye pod Muammarem Kaddáfím
Před počátkem krize v Libyi byl u moci Muammar Kaddáfí. Ten tuto zemi vedl 42 let, od roku 1969 do roku 2011, kdy propukla 1. občanská válka. Kaddáfí se dostal k moci a stal se de facto vůdcem Libye 1. září 1969, kdy dosáhl se skupinou mladých Libyjských vojenských důstojníků převratu proti králi Idrisovi I. Zajímavostí je, že tento puč proběhl bez jakéhokoliv krveprolití. Král poté utekl ze země, Kaddáfí založil Radu vedení revoluce (RVR) a oficiálně zrušil monarchii v Libyi. Zanedlouho poté vyhlásil novou Libyjskou arabskou republiku s mottem „svoboda, socialismus a jednota“.
Po naprostém převzetí moci RVR převzala správu nad celým ropným průmyslem v Libyi a zahájila proces financování vzdělávání, zdravotní péče a bydlení pro všechny. Přestože reformy nebyly zcela účinné, veřejné vzdělávání v zemi se stalo bezplatným a základní vzdělání povinným pro obě pohlaví. Lékařská péče se stala veřejně dostupnou, ale zajištění bydlení pro všechny vláda nebyla schopna splnit. Za Kaddáfího se příjem na obyvatele v zemi zvýšil na více než 11 000 $, což byl v té době pátý nejvyšší příjem v Africe. Nárůst prosperity byl ovšem doprovázen kontroverzní zahraniční politikou a zvýšenými politickými represemi.

### Socioekonomický dopad
S pádem Kaddáfího režimu Libye vstoupila do období politické fragmentace, které mělo vážné socioekonomické důsledky. I když země historicky patřila k nejvyspělejším v Africe – například její index lidského rozvoje (HDI) byl mezi nejvyššími na kontinentu – války způsobila těžké škody na infrastruktuře, institucích a sociálních službách. Dále obě občanské války způsobili zemi obrovské ztráty, které se odhadují na 783,2 miliardy libyjských dinárů. Návrat stability je zatím neúplný, ačkoliv od roku 2022 dochází k pozvolnému oživení situace.
Obnova Libye bude náročná a závislá na řadě faktorů: politické konsolidaci, transparentním řízení veřejných financí, diverzifikaci ekonomiky mimo ropný sektor a budování důvěry ve státní instituce. Světová banka přitom upozorňuje, že bez zásadních reforem se nelze spolehnout na dlouhodobý růst a rozvoj. Stabilizaci navíc brzdí přetrvávající korupce, konkurenční milice a nedostatečná správa, což zahrnuje i problematické praktiky v oblasti ropného průmyslu a veřejných investic.
Vedle makroekonomických ukazatelů zasáhly krize především každodenní život obyvatelstva. Kolaps státních institucí vedl k omezenému přístupu k základním službám, zejména k elektřině, vodě a zdravotní péči, což výrazně zhoršilo životní úroveň milionů Libyjců. Nezaměstnanost prudce stoupla – zvláště mezi mladými lidmi – a část obyvatelstva se propadla pod hranici chudoby, ačkoli za Kaddáfího éry patřila země k relativně sociálně zajištěným. Podle odhadů OSN a Mezinárodní organizace práce se více než třetina mladých lidí ocitla mimo zaměstnání či vzdělávání, což dlouhodobě oslabuje sociální stabilitu země. Společenskou soudržnost dále narušuje rostoucí závislost mnoha komunit na neformálních a často ozbrojených skupinách, které suplují stát v poskytování služeb a ochrany, ale zároveň posilují fragmentaci a nerovnosti mezi jednotlivými regiony.
V roce 2025 se socioekonomická situace v Libyi nachází na křižovatce mezi oživením a novými výzvami. Podle odhadů Arabského měnového fondu by měla libyjská ekonomika růst o 14,3 %, což je jedno z nejvyšších očekávaných temp v Africe. Tento růst je podporován především zotavením ropného sektoru a rostoucími investicemi. Nicméně, jak varoval Mezinárodní měnový fond, tento optimistický výhled je podmíněn stabilizací politické situace a zajištěním jednotného rozpočtu. Jinak totiž hrozí opětovné zadlužení a devalvace měny. Například východní vláda utratila v roce 2024 bez řádného schválení přibližně 60 miliard libyjských dinárů, což vedlo k fiskální nerovnováze a oslabení libyjského dináru. Přicházejí ovšem i pozitivní signály: Libye vyhlásila první nabídku na těžbu ropy po více než 17 letech a produkce stoupla na 1,4 milionu barelů denně, což se přibližuje předrevolučnímu maximu. K tomu mezinárodní ropní giganti jako BP a Shell opět projevují zájem, v létě 2025 uzavřeli memoranda o spolupráci s libyjskou Národní ropná korporace (NRK), přičemž plánují oživení těžby a posílení ekonomické stability. Dále byly zahájeny přípravy na realizaci 52 rozvojových projektů, které mají zlepšit veřejné služby a infrastrukturu v různých regionech.

## Konflikty
Na začátku roku 2011, když začlo Arabské jaro, po celé Libyi vypukly protesty, kde desítky tisíc Libyjců vyšly do ulic a požadovaly demokratickou změnu vlády a spravedlnost pro ty, kteří trpěli pod vládou Muammara Kaddáfího. Tyto pokojné protesty se setkaly s rozsáhlými a násilnými zásahy, kdy vládní jednotky střílely na protestující a údajně je přejížděly tanky. Tyto protesty pak vyústili v občanskou válku. 27. února 2011 vytvořily síly proti Kaddáfímu výbor s názvem Dočasná národní přechodná rada. Měla fungovat jako prozatímní orgán v oblastech kontrolovaných rebely. Poté, co vláda začala potlačovat i rebely, obě strany spáchaly řadu zvěrstev. Reakce na sebe nenechaly čekat a 21. března zasáhla nadnárodní koalice vedená silami NATO s deklarovaným záměrem chránit civilisty před útoky vládních sil. Zanedlouho poté vydal Mezinárodní trestní soud 27. června zatykač na Kaddáfího a jeho doprovod. Kaddáfí byl po pádu Tripolisu do rukou povstaleckých sil 20. srpna svržen z moci, ohniska odporu držená silami vlády Kaddáfího ovšem přetrvávala další dva měsíce, zejména v Kaddáfího rodném městě Syrta, které 1. září Kaddáfí prohlásil za nové hlavní město Libye. Jeho režim spolu s 1. občanskou válkou skončil následující měsíc a vyvrcholil 20. října pádem Syrty, nálety NATO na Kaddáfího únikový konvoj a jeho zabitím povstaleckými bojovníky.

### Násilí mezi frakcemi (2011-2014)
Výsledkem první občanské války bylo přeběhnutí mnoha členů armády k rebelům, (post)revolučním bragádám, milicím a různým dalším ozbrojeným skupinám, mnohé často složené z obyčejných dělníků a studentů. Některé z těchto skupin vznikly při občanské válce, jiné zase vznikly až po z důvodu bezpečnosti. Některé byly založeny na vazbách s domorodými kmeny. Skupiny se formovaly v různých částech země a značně se lišily velikostí, schopnostmi a vlivem. Nebyly sjednocené jako jeden celek, často nebyly ve vzájemném konfliktu. Revoluční brigády byly tvořeny většinou zkušených a kvalifikovaných bojovníků. Některé milice se vyvinuly z kriminálních sítí v násilné extremistické gangy, zcela odlišné od brigád, které se snažily poskytovat ochranu.
Po první občanské válce docházelo k násilí, do kterého byly zapojeny různé ozbrojené skupiny, které bojovaly proti Kaddáfímu, ale po skončení války v říjnu 2011 odmítly složit zbraně. Některé brigády a milice přešly od pouhého odkládání odevzdání zbraní k aktivnímu prosazování pokračující politické role „strážců revoluce“, přičemž stovky místních ozbrojených skupin zaplnily složité „bezpečnostní vakuum“, které vzniklo po pádu režimu Kaddáfího. Před oficiálním koncem nepřátelských akcí mezi loajálními a opozičními silami se objevovaly zprávy o sporadických střetech mezi soupeřícími milicemi a vraždách z pomsty příslušníků samosprávy.
V reakci na vysoký počet neregulovaných ozbrojených skupin vyzvala Dočasná národní přechodná rada všechny ozbrojené skupiny k registraci a sjednocení pod libyjské ministerstvo obrany. Tím se mnoho ozbrojených skupin dostalo „na výplatní pásku vlády“. To dalo určitou míru legitimity mnoha ozbrojeným skupinám, včetně generála Chalífy Haftara, který svou ozbrojenou skupinu zaregistroval jako „Libyjskou národní armádu“ (ve zkratce LNA, což je stejný název, který používal pro své síly proti Kaddáfímu po čadsko-libyjském konfliktu v 80. letech).
11. září 2012 zaútočili ozbrojenci napojení na al-Káidu na americký konzulát ve východolibyjském městě Benghází, kde zabili amerického velvyslance a další tři osoby. To vyvolalo veřejné pobouření proti pololegálním milicím, které stále fungovaly, a vedlo k útoku na několik základen islamistických milicí. Následoval rozsáhlý vládní zásah proti těmto v tu chvíli nelegálním milicím (libyjská armáda provedla razie v několika velitelstvích těchto milicích) a zanedlouho poté nařídila jejich rozpuštění. Celá situace se ovšem neuklidnila a násilí nakonec eskalovalo do druhé občanské války.

### Druhá občanská válka (2014-2020)
Druhá občanská válka byla konfliktem mezi soupeřícími frakcemi usilujícími o kontrolu nad územím Libye. Konflikt se odehrával z velké částí odehrával mezi
- frakcí Libyjské sněmovny reprezentantů (známou také jako Tobrucká vláda), která byla ustanovena v důsledku voleb s velmi nízkou účastí v roce 2014 a byla mezinárodně uznávána jako libyjská vláda až do vzniku Vlády národní dohody (VND), a
- konkurenční islamistickou vládou Všeobecného národního kongresu (VNK), nazývanou také Vláda národní spásy, se sídlem v hlavním městě Tripolisu. V počátku to byly 2 strany, v prosinci 2015 se tyto dvě frakce s pomocí OSN sjednotily ve Vládu národní dohody (VND).

Tobrucká vláda, nejsilnější ve východní Libyi, měla na své straně Libyjskou národní armádu (LNA) pod vedením generála Haftara. Zároveň měla podporu Egypta a SAE - provedly letecké údery na západ Libye. Islamistická vláda, nejsilnější v západní Libyi, odmítla výsledky voleb z roku 2014. Byla vedena Muslimským bratrstvem, které bylo podporováno mnohými milicemi a s pomocí Kataru, Súdánu a Turecka.
Kromě těchto dvou stran existovaly i menší soupeřící skupiny (některé z nich měnily strany), například: 
- islamistická Rada šúry bengházských revolucionářů vedená Stoupenci šaríi v Libyi (která měla podporu Všeobecného národního kongresu)[59],
- Rada šúry mudžáhidů Derny, která ovládala město Derna a blízké okolí (byla úzce napojená na ISIS)[55],
- libyjské provincie Islámského státu[60],
- tuaregské milice v provincii Ghát, ovládající pouštní oblasti na jihozápadě Libye[55], a
- místní síly v okrese Misuráta, ovládající města Baní Walíd a Tawergha.[55]

Od roku 2015 došlo k značnému politickému vývoji. Organizace spojených národů zprostředkovala v prosinci 2015 příměří mezi a 31. března 2016 do Tripolisu dorazili vůdci nové „vlády dohody“ podporované OSN. 5. dubna islamistická vláda v západní Libyi oznámila, že pozastavuje operace a předává moc nové vládě, oficiálně nazvané Vláda národní dohody (i přesto, že dosud nebylo jasné, zda nové uspořádání uspěje). 2. července se libyjská Národní ropná korporace (NRK), která byla rozdělená na východní a západní část, po dlouhých jednáních znovusjednotila. Ke 22. srpnu ovšem Vláda národní dohody (v Tripolisu) nebyla uznána Haftarovými stoupenci, tedy LNA, a tím pádem i Tobruckou vládou. 11. září generál Haftar posílil svůj politický vliv převzetím kontroly nad dvěma klíčovými ropnými terminály. Haftar a NRK poté dosáhli dohody o zvýšení produkce a vývozu ropy, nakonec bylo všech devět hlavních libyjských ropných terminálů v lednu 2017 opět v provozu.
V prosinci 2017 Libyjská národní armáda (LNA) po třech letech bojů dobyla Benghází (které do té doby bylo pod nadvládou Rady šúry bengházských revolucionářů). V únoru 2019 dosáhla LNA vítězství v bitvě o Dernu (pod nadvládou Rady šúry mudžáhidů Derny). V dubnu 2019 LNA zahájila velkou ofenzívu ve snaze dobýt Tripolis. Tato ofenzíva byla ovšem neúspěšná. 5. června 2020 VND oficiálně dobyla celou západní Libyi, včetně hlavního města Tripolisu. Hned následující den VND zahájila ofenzívu s cílem dobýt Syrtu, což se jim ovšem nepovedlo. 21. srpna se Tripolská vláda (VND) i Vláda v Tobruku dohodly na příměří. Chalífa Haftar, generál Libyjské národní armády (LNA), příměří ovšem odmítl a označil příměří jako trik. 23. srpna se v Tripolisu konaly pouliční protesty, kde stovky lidí protestovaly proti VND kvůli životním podmínkám a korupci ve vládě.
23. října 2020 OSN oznámila, že mezi oběma soupeřícími silami v Libyi bylo dosaženo trvalé dohody o příměří. Celostátní dohoda o příměří zajistila, aby všechny zahraniční síly, včetně žoldáků, opustily Libyi. Východolibyjské město Benghází bylo ve stejný den svědkem přistání prvního komerčního osobního letadla z Tripolisu, což se v té době stalo po více než 1 roku. Tento let se stal známkou úspěchu dohody.

### Politická nestabilita a střety (2021-současnost)
10. března 2021 byla vytvořena prozatímní Vláda národní jednoty (VNJ) a rozpuštěna Vláda národní dohody (VND). Vláda národní jednoty měla zůstat ve funkci až do příštích libyjských prezidentských voleb plánovaných na 10. prosinec. Volby však byly několikrát odloženy, což prakticky uvrhlo VNJ do moci na neurčito a způsobilo napětí, které mohlo vyústit v opětovné roznícení války.
Sněmovna reprezentantů, která vládne východní Libyi, schválila 21. září 2021 návrh na vyslovení nedůvěry západolibyjské Vládě národní jednoty. 3. března 2022 byla v Syrtě dosazena konkurenční Vláda národní stability (VNS) pod vedením premiéra Fattía Ali Abda as-Saláma Bašágha. Toto rozhodnutí bylo odsouzeno Nejvyšší radou státu i Organizací spojených národů jako nelegitimní. Obě vlády fungovaly současně, což vedlo k dvojvládí v Libyi. Libyjské fórum pro politický dialog v této době pokračovalo v komunikaci ohledně dohody o příměří.
V roce 2022 proběhla řada ozbrojených střetů mezi frakcemi VNJ a tehdy nové VNS (byla vytvořena jako rival pro VNJ, i když ji považovala za nelegitimní). Tripolská Vláda národní jednoty je považována za mezinárodně uznávanou vládu a je podporována především Tureckem, zatímco Vládu národní stability podporuje Libyjská sněmovna reprezentantů a Libyjská národní armáda (LNA). Boje mezi oběma frakcemi eskalovaly 27. srpna 2022.
30. června 2023 došlo k útokům dronů na objekty spojené s Wagnerovou skupinou poblíž letecké základny al-Charrúba poblíž Benghází. Nebyly hlášeny žádné oběti, k útoku se žádná skupina nepřihlásila. Libyjská vláda v Tripolisu (VNJ) popřela jakékoliv zapojení.
V srpnu 2023 došlo k střetům v Tripoli. V září tohoto roku Libyi zasáhla bouře Daniel, která způsobila záplavy a selhání dvou přehrad ve městě Derna společně s několika tisíci obětí.
13. srpna 2024 parlament v Benghází hlasoval pro ukončení funkčního období vlády premiéra Abdulhamída Muhammada Abdulrahmána ad-Dabajby, lídra VNJ se sídlem v Tripolisu, ve snaze rozpustit jeho vládu a prohlásit VNS za jedinou legitimní vládu Libye. Nejvyšší rada státu ovšem označila hlasování za neplatné s tvrzením, že porušilo mírovou dohodu z roku 2015.
18. srpna 2024 Libyjská centrální banka pozastavila veškeré své operace poté, co neznámá osoba unesla ředitele IT oddělení.
V březnu 2025 byl libyjský ministr školství Mússa al-Megaríf odsouzen k trestu vězení na tři a půl roku kvůli nedostatku učebnic, který sahá až do roku 2021. Byl obviněn z porušení zásady rovnosti, upřednostňování při zadávání zakázek a zasahování ve prospěch nespecifikované strany při tisku učebnic. Nedostatek učebnic donutil rodiče, aby si za knihy, které měly být zdarma, platili jejich kopie.
Na přelomu roku 2024 a 2025 různá média informovala o propuknutí násilí v okolí Tripolisu a dalších oblastech, což některé přimělo domnívat se, že „třetí občanská válka“ je prakticky na spadnutí.
7. dubna 2025 se Libyjská centrální banka rozhodla po roce 2021 opět devalvovat měnu o 13,3 % ve snaze snížit veřejný dluh.
17. dubna 2025 OSN zdůraznila nedostatek politické jednoty v Libyi a obávala se obnovení nepřátelských akcí.
12. května 2025 vypukly v Tripolisu střety poté, co byl zavražděn velitel Stabilizační podpůrné služby (SPS) Abd al-Ghaní Bilqásim Chalífa al-Kaklí.